# Мантегацца, Вальтер
Вальтер Даниэ́ль Мантега́цца Гонса́лес (исп. Walter Daniel Mantegazza González; 17 мая 1952 или 17 июня 1952, Монтевидео — 20 июня 2006, Монтевидео) — уругвайский футболист, играл на позиции полузащитника. Выступал за сборную Уругвая. Участник чемпионата мира 1974 года.

## Биография

### Клубная карьера
Начал профессиональную карьеру в клубе «Насьональ», за который играл два сезона. В составе «Насьоналя» становился чемпионом Уругвая и выиграл Межамериканский кубок в 1972 году. По итогам двухматчевого противостояния с общим счётом 3-2 был обыгран мексиканский «Крус Асуль».
В 1974 году перешёл в мексиканский «Леон», в составе которого отыграл три сезона. Следующим клубом в карьере для него стал" УАНЛ Тигрес", в составе которого отыграл два сезона. В составе «Тигрес» в 1978 году завоевал чемпионский титул, а в 1979 году закончил карьеру.

### Карьера в сборной
В составе сборной Уругвая принимал участие на чемпионате мира 1974 года, где сыграл в трёх матчах группового этапа. Всего за сборную Уругвая сыграл 10 матчей и забил 1 гол.

### Смерть
Скончался 20 июня 2006 года в возрасте 54 лет.

## Достижения
«Насьональ» (Монтевидео)
- Чемпион Уругвая (1): 1972
- Обладатель Межамериканского кубка (1): 1972

 УАНЛ Тигрес
- Чемпион Мексики (1): 1977/78